# Poséidon (jeu vidéo)
Pour les articles homonymes, voir Poséidon (homonymie).
Poséidon est un jeu vidéo d'aventure développé et édité par Coktel Vision, sorti en 1985 sur Amstrad CPC et Thomson.